# 北方村 (岐阜県揖斐郡)
北方村（きたがたむら）は、かつて岐阜県揖斐郡にあった村である。
揖斐川北岸に位置し、平成の大合併以前の旧・揖斐川町の北西部に該当する。

## 歴史
- 江戸時代末期、この地域は美濃国大野郡であり、天領であった。
- 1889年（明治22年）7月1日 - 町村制により、北方村が成立。
- 1897年（明治30年）4月1日[1] - 大野郡の一部と池田郡が合併して揖斐郡となる。揖斐町は揖斐郡に属する。
- 1955年（昭和30年）4月1日 - 揖斐町、大和村、北方村、清水村、小島村が合併し、揖斐川町となる。

## 教育
- 北方村立北方小学校 （現・揖斐川町立北方小学校）
- 北方村大和村組合立北和中学校 （現・揖斐川町立北和中学校）